# Gerli Padar
Gerli Padar, född 6 november 1979, är en estnisk sångerska som representerade Estland i Eurovision Song Contest 2007 i Helsingfors efter att ha vunnit den nationella finalen. Hon är syster till vinnaren av Eurovision Song Contest 2001; Tanel Padar. Hon bodde i Sverige under slutet av 1990-talet då hon var utbytesstudent vid Jazzgymnasiet.